# Anton Frederik Bruun
Anton Frederik Bruun (* 14. Dezember 1901 in Jelling; † 13. Dezember 1961 in Kopenhagen) war ein dänischer Meeresbiologe und Ozeanograf.

## Leben
Bruun war der Sohn des Landwirts Anton Frederik Bruun senior und seiner Frau Maren Kirstine Bruun, geborene Nielsen. 1920 machte er seinen Abschluss an der Sorø Akademi und erwarb 1926 den Candidatus magisterii in Zoologie. Bereits 1923 wurde er Mitarbeiter der Kommission für Meeresforschung. Unter der Leitung von Johannes Schmidt  absolvierte er Reisen in dänische und nordatlantische Gewässer. Während seines Studiums wurde Bruun stark von Theodor Mortensen vom Zoologischen Museum Kopenhagen beeinflusst. Von 1928 bis 1930 nahm er an der von der Carlsberg-Stiftung finanzierten dritten Dana-Expedition um die Erde teil. Im Februar 1928 heiratete er in Hellerup Magda Marie Helene Sophie Hansen. Nach Schmidts Tod im Jahr 1933 wurde Bruun Mitarbeiter an den Dana-Sammlungen im Labor für Meeresbiologie und 1938 Kurator am Zoologischen Museum Kopenhagen. 1935 erschien seine Dissertation Flying-fishes (Exocoetidae) of the Allantic, systematic and biologicai studies. Auch seine nachfolgenden Arbeiten basieren hauptsächlich auf den reichhaltigen Sammlungen der Dana-Expedition. Dazu zählen Contributions to the life histories of the deep sea eels: Synaphobranchidae (1937), A study of a collection of the fish Schindleria from South Pacific waters (1940), Observations on Thermosbaena mirabilis Monod from the hot springs of El-Hamma, Tunisia (1940), The biology of Spirula spirula (1943) und Iranocypris typhlops n.g., n.sp., the first true cave fish from Asia (1944), die wissenschaftliche Erstbeschreibung der blinden iranischen Höhlenfischart Garra typhlops. Zudem verfasste er kleinere Abhandlungen über Fische, insbesondere fliegende Fische, sowie über Kopffüßer, Blutegel und über die Wirkung von Sexualhormonen auf die Gonaden von Aalen. 
In den letzten 15 Jahren seiner Karriere widmete sich Bruun Langzeitstudien über Aale und allgemeinen Erhebungen über die Zusammensetzung, Ökologie, Zonierung und Herkunft der Tiefseefauna. Ein Ergebnis von Bruuns Interesse an Populationsfragen und der Bedeutung des Meeres als Nahrungsquelle ist das Kapitel Races and Climate im Werk The economic world balance (1960) von Thorkil Kristensen. Neben vielen kleinen Artikeln schrieb er Beiträge zur dänischen Ausgabe von Brehms Tierleben, zu den Büchern über Johannes Schmidt, über die Dana- und Galathea-Expeditionen, Vor underfulde Verden sowie das posthum veröffentlichte Buch Verdenshavet. Viele Jahre lang unternahm Bruun Vortragsreisen und referierte vor allem in Aquarien- und öffentlichen Universitätsgesellschaften. 1945 war er Gründer und der erste Vorsitzende des dänischen Aquarienverbandes.
Nach dem Zweiten Weltkrieg machte sich Bruun als Leiter von umfangreichen Tiefseeexpeditionen und Meereserkundungen in verschiedenen Regionen der Erde einen Namen. 1945 stellte der Bildhauer Viggo Jarl seine Yacht Atlantide zur Verfügung, mit der Bruun mit einem mehrköpfigen Forscherteam, darunter Torben Wolff, Francis Charles Fraser und Jørgen Knudsen, die zu der Zeit nahezu unerforschten westafrikanischen Küstenregionen besuchte. Von 1950 bis 1952 folgte die Galathea-Expedition, die sich mit moderner Ausrüstung auf die Erforschung der Fauna der großen und größten Meerestiefen konzentrierte. 
Bruun war 1955 an der Gründung des Scientific Committee on Oceanic Research (SCOR) der UNESCO beteiligt und 1958 kurzzeitig Generalsekretär der International Union of Biological Sciences, bevor er Leiter der von der University of California organisierten Expedition in asiatische Gewässer wurde, deren Hauptziele die Förderung der Fischerei und die Ausbildung von Meeresbiologen waren. 1961 wurde er zum ersten Präsidenten der neu gegründeten Intergovernmental Oceanographic Commission der UNESCO gewählt.

## Ehrungen und Dedikationsnamen

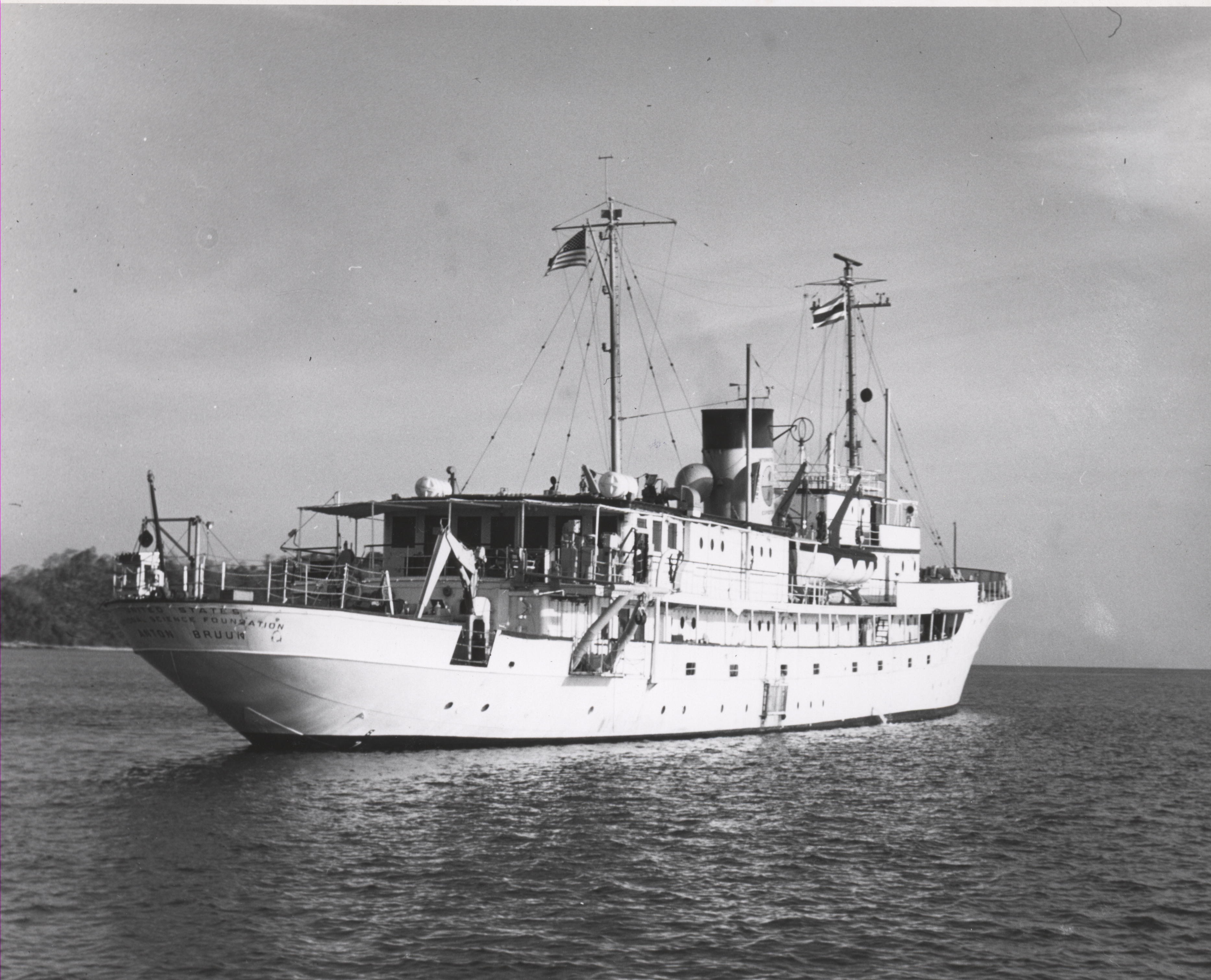
Forschungsschiff Anton Bruun

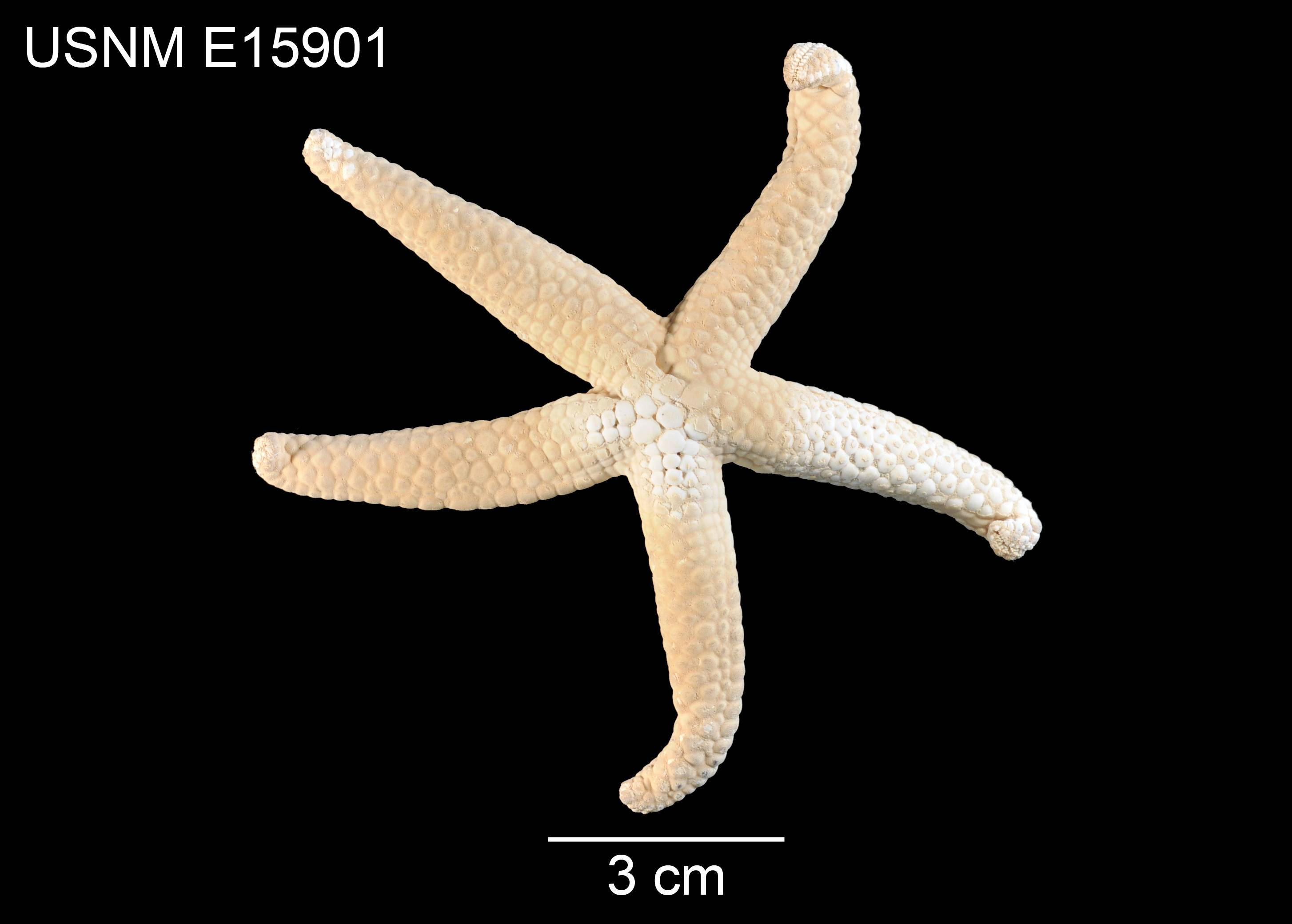
Francis Winston Edric Rowe benannte 1977 die Seesternart Andora bruuni zu Ehren von Anton Bruun

1930 erhielt Anton Bruun die Fortjenstmedaljen (eine Verdienstmedaille) in Silber. 1951 wurde er zum Ritter des Dannebrogordens ernannt. 1960 erhielt der er die Alexander Agassiz Medal der National Academy of Sciences. 1962 wurde die ehemalige US-amerikanische Präsidentenyacht Williamsburg zum Forschungsschiff umgerüstet und in Anton Bruun umbenannt. Von 1962 bis 1983 trug die bioakustische Forschungsstation in Strib, Dänemark, den Namen Station Oceanographique Anton Bruun. 
Bruun wurde in den Epitheta von mehreren Gattungen und Arten geehrt, darunter:
- Abyssocladia bruuni Lévi, 1964
- Admete bruuni Knudsen, 1964
- Andora bruuni Rowe, 1977
- Anoplodactylus bruuni Child, 1992
- Antonbruunia Hartman & Boss, 1966
- Barathronus bruuni Nielsen, 1969
- Bruunellia Zenkevitch, 1966
- Bruuniella Poulsen, 1965
- Bruunilla Hartman, 1971
- Bruunosa Barnard & Karaman, 1987
- Bruunosa bruuni (Dahl, 1959)
- Cardiomya bruuni Dell, 1956
- Cataetyx bruuni (Nielsen & Nybelin, 1963)
- Chinommatia bruuni (Serène, 1964)
- Choanostomellia bruuni (Zenkevitch, 1964)
- Colossendeis bruuni Fage, 1956
- Conus bruuni Powell, 1958
- Copidognathus bruuni Newell, 1967
- Corymbophyton bruuni (Bayer, 1995)
- Dendromunna bruuni George, 2004
- Dendronephthya bruuni Verseveldt & van Ofwegen, 1991
- Deontostoma bruuni (Wieser, 1956)
- Drillia bruuni Knudsen, 1952
- Earleria bruuni (Navas, 1969)
- Epimeria bruuni J.L. Barnard, 1961
- Galatheabdella bruuni Richardson & Meyer, 1974
- Galathealinum bruuni Kirkegaard, 1956
- Glandulocephalus bruuni Unnithan, 1972
- Gonyaulax bruunii F.J.R.Taylor, 1976
- Gyrinomimus bruuni Rofen, 1959
- Hadacypridina bruuni Poulsen, 1962
- Haploniscus bruuni Menzies & George, 1972
- Hippomedon bruuni (Reid, 1951)
- Histiobranchus bruuni Castle, 1964
- Hygophum bruuni Wisner, 1971
- Ischnomesus bruuni Wolff, 1956
- Lutraria bruuni Powell, 1967
- Macomopsis bruuni (Nicklès, 1955)
- Monognathus bruuni Bertin, 1936
- Morum bruuni (Powell, 1958)
- Munida antonbruuni (Tirmizi & Javed, 1980)
- Nassarius bruuni Adam & Knudsen, 1984
- Neidium bruunii Foged, 1957
- Neopilina bruuni Menzies, 1968
- Nephtys bruuni Kirkegaard, 1995
- Ninoe bruuni Gallardo, 1968
- Opisthoteuthis bruuni (Voss, 1982)
- Polyipnus bruuni Harold, 1994
- Prototrochus bruuni (Hansen, 1956)
- Thoracostoma bruuni Wieser, 1956
- Urocaridella antonbruunii (Bruce, 1967)
- Vesicomya bruuni Filatova, 1969